# إدوارد د. جونز
إدوارد د. جونز (بالإنجليزية: Edward D. Jones)‏ هو مصرفي الاستثمار ‏ أمريكي، ولد في 29 يوليو 1893 في سانت لويس في الولايات المتحدة، وتوفي في 10 أكتوبر 1982.